# Pierre Guénette
Pierre Guénette (Québec, 4 luglio 1969) è un taekwondoka canadese.
Ha iniziato a praticare il Taekwondo stile ITF (International Taekwondo Federation) all'età di 7 anni, conquistandone il primo titolo di campione mondiale all'età di 19 anni.
Successivamente è passato al Taekwondo versione WTF (World Taekwondo Federation).
In tutto ha vinto due campionati mondiali e otto campionati canadesi.
Successivamente passò a combattere sul ring negli incontri di K-1, riuscendo a ottenere buoni risultati.